# 怪奇物語 (第三季)
美國的科幻恐怖電視劇《怪奇物語》第三季的標題取作《怪奇物語3》（英語：Stranger Things 3），於2019年7月4日在串流媒體服務平台Netflix上線。本劇由杜夫兄弟創作，並由薛恩·李維和丹·科恩執行製作。
本季的主演除了薇諾娜·瑞德、大衛·哈伯、芬恩·伍法德、米莉·芭比·布朗、伽塔·马塔拉佐、迦勒·麥羅林、諾亞·施納普、莎蒂·辛克、娜塔莉亞·戴爾、查理·希頓、喬·奇瑞、戴克·蒙哥馬利、瑪雅·霍克、普莉亞·弗格森和卡拉·布歐諾，凱瑞·艾文斯、傑克·布西、麥可·帕克和法蘭契絲卡·瑞勒也飾演本季中幾個配角。第三季的整體評價同樣趨向正面，尤其針對視覺效果、幽默、演技及將豐富情感帶入劇中。但過度展現當代流行文化與故事架構也得到負評。

## 劇情
1985年的夏季，全新的星城購物中心導致當地小生意式微。哈普警長對於麥克與11號的戀情有所不滿，而喬絲正考慮搬往其他城鎮，為孩子們和自己過上更好的生活。喬絲發現她的磁鐵發生了奇怪的事情，並決定一探究竟。而奇怪力量讓威爾感覺到某種超凡脫俗的事物，11號和麥克感覺到鎮上的居民有些不對勁。儘管已經關閉了顛倒世界的傳送門，仍擔心自己處於危險之中。

## 演員和角色

### 主要演員
- 薇諾娜·瑞德 飾演 喬絲·拜爾斯[4]

- 大衛·哈伯 飾演 吉姆·哈普[4]

- 芬恩·伍法德 飾演 麥克·威勒[4]

- 米莉·芭比·布朗 飾演 11號（英语：Eleven (Stranger Things)）[4]

- 伽塔·马塔拉佐 飾演 達斯汀·亨德森[4]

- 迦勒·麥羅林 飾演 路卡斯·辛克萊[4]

- 諾亞·施納普 飾演 威爾·拜爾斯[4]

- 莎蒂·辛克 飾演 麥克絲·梅費德[4]

- 娜塔莉亞·戴爾 飾演 南西·威勒[4]

- 查理·希頓 飾演 強納森·拜爾斯[4]

- 喬·奇瑞 飾演 史帝夫·哈靈頓[4]

- 戴克·蒙哥馬利 飾演 比利·哈格夫[4]

- 瑪雅·霍克 飾演 蘿蘋·巴克利[4]

- 普莉亞·弗格森（英语：Priah Ferguson） 飾演 埃莉卡·辛克萊[4]

- 卡拉·布歐諾（英语：Cara Buono） 飾演 凱倫·威勒[4]

### 常設角色
- 喬·克雷斯特（英语：Joe Chrest） 飾演 泰德·威勒[5]

- 安德烈·伊凡欽科 飾演 格里戈里[6]

- 布瑞特·吉爾曼 飾演 莫瑞·鮑曼[7]

- 凱瑞·艾文斯 飾演 賴瑞·克萊恩[2]

- 佩姬·麥莉（英语：Peggy Miley） 飾演 朵麗絲·卓斯科[8]

- 傑克·布西 飾演 布魯斯·洛[2]

- 法蘭契絲卡·瑞勒（英语：Francesca Reale） 飾演 海瑟·霍洛威[3]

- 麥可·帕克（英语：Michael Park (actor)） 飾演 湯姆·霍洛威[9]

- 哈莉·莫里斯 飾演 珍妮特·霍洛威[3]

- 亞歷·尤葛夫（英语：Alec Utgoff） 飾演 阿列克謝[10]

### 客串角色
- 肖恩·艾斯汀 飾演 巴布·紐比[11]

- 凱薩琳·科廷（英语：Catherine Curtin） 飾演 克勞蒂雅·亨德森[12]

- 亞森·佩揚科夫 飾演 俄羅斯的科學家[13]

- 羅伯·摩根（英语：Rob Morgan (actor)） 飾演 凱文·鮑威爾[8]

- 約翰·保羅·雷諾斯（英语：John Paul Reynolds） 飾演 菲爾·卡拉漢[8]

- 藍迪·海文斯 飾演 史考特·克拉克[14]

- 威爾·切斯 飾演 尼爾·哈格夫[15]

- 克里斯多福·康弗瑞（英语：Christopher Convery） 飾演 年幼的比利[16]

- 潔西·辛克 飾演 年幼的麥克絲[17]

- 貝絲·雷斯葛拉夫（英语：Beth Riesgraf） 飾演 比利的母親[18]

- 亞瑟·達爾比尼揚 飾演 扎爾科夫博士

- 米夏·庫茲涅佐夫 飾演 司令官奧瑟羅夫[8]

- 蓋布莉亞·皮佐洛（英语：Gabriella Pizzolo） 飾演 蘇西[19]

- 保羅·萊瑟 飾演 山姆·歐文斯[20]

- 馬修·卡德瑞普（英语：Matty Cardarople） 飾演 基思[21]

- 麥可·修維奧·福蒂諾 飾演 加油站收銀員瑞奇[22]

## 集數
| 總集數 | 集數 （季） | 標題                    | 導演            | 編劇          | 上線日期     |
| --- | ----------- | ----------------------- | --------------- | ------------- | ------------ |
| 18 | 1           | 第1章：呼叫蘇西         | 杜夫兄弟        | 杜夫兄弟      | 2019年7月4日 |
| 1984年6月28日，一群蘇聯科學家試圖用一種電磁技術打開通往顛倒世界的傳送門，但測試結果以失敗告終，監督實驗的蘇聯將領下令要在一年之內完善機器。隔年的1985年夏季，霍金斯鎮一家新開張的「星城購物中心」使所有居民蜂擁而至，鎮上其他店面因此失去客源而陸續倒閉，所有店主將錯歸於開辦商場的鎮長賴瑞·克萊恩。麥克和11號發展為男女朋友關係，六個月來幾乎每時每刻都呆在一起。受不了他們倆總在一起的哈普去找喬絲幫忙拆散麥克和11號，而喬絲建議他要靜下來跟11號談心，建議他寫講稿來組織好語言。一晚，小鎮遭遇全面停電，讓威爾感覺到背後一陣寒意，野外的一間棄置煉鋼廠冒出一個黑色靈體，引來附近大量老鼠。達斯汀參加完為期一個月的科學夏令營回家，受朋友們歡迎後跟著他們一起到山頂組裝天線，藉以加大他的手工無線電的信號，試圖聯絡上他在科學營結識、來自猶他州的女友蘇西。達斯汀耗費一整天都沒聯絡上蘇西，但晚間時卻截取到一段不明俄語通信傳輸，於是用錄音機錄下內容。南西和強納森在小鎮報社找到工作，拼命想當上記者的南西不被上司看好，下班前收到一條有關離奇鼠患的線報。比利在小鎮游泳池當救生員，本來跟麥克的母親凱倫有約，晚間開車經過煉鋼廠時卻發生車禍，最後被一隻不明生物拖進工廠地下室。                 |             |                         |                 |               |              |
| 19 | 2           | 第2章：鼠狂             | 杜夫兄弟        | 杜夫兄弟      | 2019年7月4日 |
| 比利看似擺脫生物逃出煉鋼廠，剛要報警卻掉進顛倒世界的幻象，還碰見自己的分身，要求比利幫他“建造”。哈普沒有照稿進行談心，反而強行拆分麥克和11號，麥克只能配合他。由於沒有麥克陪伴，11號去找麥克絲相處，麥克絲帶著她去人多熱鬧的購物中心玩樂一整天，體驗一下正常生活。被迫向女友撒謊的麥克，陪路卡斯和威爾在購物中心挑選向11號道歉的禮物。這對男女生不巧在門口撞見，11號因此跟麥克分手。南西和強納森瞞著上司去見通報鼠患的住戶朵麗絲·卓斯科，得知她抓到一隻出現瘋狂狀態、大量食用肥料的老鼠。在他們沒注意的情況下，老鼠突然融化成類似有機物質的“肉狀”而逃出籠子。喬絲兩天來連續遭遇多次磁鐵失去磁性的離奇現象，於是找威爾的科學老師克拉克詢問，得知現象源於小鎮某處所製造的電磁場；而她的調查過程耽擱她和哈普的約會晚餐。達斯汀到購物中心的冰淇淋店陪史蒂夫和他的搭檔同事蘿蘋合作翻譯他錄下的俄語傳輸，最後組成某種暗號；而傳輸中傳出一首熟悉的美國音樂，得知通信地點似乎在本地。比利隔天回去工作感覺到頭昏腦脹，隨即失去自我而綁架同事海瑟至煉鋼廠，當時黑色靈體已靠所有化成肉狀的老鼠屍體混合成為一隻巨型怪物，比利不由自主地聽從指示而將海瑟獻給牠。                                                |             |                         |                 |               |              |
| 20 | 3           | 第3章：失蹤的救生員一案 | 薛恩·李維       | 威廉·布里傑斯 | 2019年7月4日 |
| 經過一天玩樂後，11號受麥克絲鼓勵運用能力“窺探”其他夥伴的現況，11號隨後隨機選出比利進行窺探，卻剛好目睹他綁架海瑟。比利同時感覺到11號的存在，感覺事情不單純的11號和麥克絲隔天合作尋找海瑟。南西回到報社試圖向總編湯姆匯報老鼠離奇行為一案，但被其他同事當成笑話來看待，她只好陪強納森回到朵麗絲家中去找發瘋的老鼠作為證據，但到她家中卻目睹朵麗絲同樣發瘋般的進食肥料。威爾希望能恢復群體以往的歡樂，跟夥伴們重玩一局龍與地下城，但看著麥克和路卡斯持續心神不寧，他最終放棄而失望回家。在購物中心的蘿蘋突然發現暗號的內容是在暗示購物中心的其他店面，發覺對方似乎就在這間購物中心裡，而她、史蒂夫和達斯汀注意到幾位全副武裝的蘇聯守衛，走進購物中心後方的貨倉運送幾箱貨物。哈普原本對喬絲失約而生氣，但後來還是勉強跟著她回去查封的霍金斯實驗室調查，原本發現裡面空無一人，但被樓上聲音吸引的哈普遭遇一位暴徒襲擊至昏迷，喬絲目睹該暴徒騎摩托車逃跑。11號和麥克絲來到海瑟的家，卻撞見比利跟看似平安無事的海瑟與她的父母一起愉快地吃晚餐。當她們倆離開不久，身心均被奪心魔佔據的比利與海瑟聯手綁架她的父母，其識出11號於一年前干預過牠。威爾這時再度感覺到背後寒意，由此意識到是奪心魔再現。         |             |                         |                 |               |              |
| 21 | 4           | 第4章：桑拿測試         | 薛恩·李維       | 凱特·翠弗利   | 2019年7月4日 |
| 比利和海瑟將她的父母湯姆和珍妮特帶回煉鋼廠獻給怪物，兩人同時被牠用觸手接觸後身心被佔據。南西和強納森將發瘋的朵麗絲送醫，隨後因違規私下調查而被當時受佔據的主編湯姆開除，由於強納森已對調查死心，仍然保持疑惑的南西決定到醫院看望朵麗絲。威爾召集群體全員匯報奪心魔再現，認為一年前從他身體中排除出去的病毒靈體如今找到比利作為新宿主。為了測試比利體內是否有病毒，五人趁游泳池下班後設局將比利關入高溫的桑拿房，但比利不久後獲得超乎常人的力量掙脫出去，連11號的念力都無法阻擋他。同一時間，南西目睹病床上的朵麗絲全身抽搐，臉上呈現一年前威爾受感染時的狀態，開始認為兩起事件有聯繫。哈普醒後開始陪喬絲追查襲擊他的暴徒格里戈里，哈普想起該暴徒去過鎮長辦公室，透過拷問克萊恩鎮長得知格里戈里為星城購物中心的擁有者工作，哈普和喬絲於是動身去調查購物中心周邊遭遺棄的地產。達斯汀一行人找到一條直通蘇聯人貨倉的通風管道，蘿蘋招募路卡斯身材嬌小的妹妹埃莉卡爬進去幫他們開門。四人抵達指定貨倉時，誤觸墻上的按鈕，使他們身在的貨運電梯直墜購物中心地下。逃出桑拿房的比利跟海瑟會面，聽從奪心魔命令決定馬上開始實施計劃，而他們身邊包括幾十位同樣身心遭佔據的鎮民。                                 |             |                         |                 |               |              |
| 22 | 5           | 第5章：奪心             | 尤塔·布雷斯維茲 | 保羅·迪克特   | 2019年7月4日 |
| 哈普和喬絲調查購物中心地產的其中一間廢棄住宅時，發現一道通往地下秘密實驗室的密門，在裡面抓到一位年輕蘇聯科學家阿列克謝。但由於格里戈里前來視察，哈普和喬絲只能帶走阿列克謝而走為上策。半路上車報廢後，由於阿列克謝只會說俄語，哈普只能帶著他和喬絲前往伊利諾伊州，找到一年前調查過霍金斯鎮內幕的陰謀論者莫瑞·鮑曼，讓會說俄語的他幫忙翻譯阿列克謝所進行的實驗。當格里戈里追丟後，他算計到哈普會回來，於是要挾克萊恩必須向他匯報哈普的行蹤。經過電梯直墜的達斯汀、史蒂夫、蘿蘋和埃莉卡，摸進位於購物中心地下的蘇聯大型實驗室，找到通訊室後被迫打昏一名蘇聯軍官。他們在旁邊的實驗場地發現，基地科學家正在用一台電磁技術機器，慢慢開啟通往顛倒世界的傳送門；因而造成奪心魔能夠“對外聯繫”。南西目睹朵麗絲發瘋後叫來強納森，緊接著會面麥克一行人後證實推論，眾人決定靠自己阻止比利和奪心魔，決定回去醫院釋放朵麗絲、讓她帶領他們前去比利的藏身處。麥克等人留在一樓等待時，南西和強納森獨自上樓發現朵麗絲已逃跑，而身體被佔據的湯姆以及報社記者布魯斯，殺光整層樓的人後分別追殺他們。南西和強納森盡全力打敗且殺死湯姆和布魯斯，卻目睹兩人的屍體化為肉狀，隨後結合變成一隻兇猛怪物。                      |             |                         |                 |               |              |
| 23 | 6           | 第6章：合眾為一         | 尤塔·布雷斯維茲 | 柯提斯·格溫   | 2019年7月4日 |
| 當怪物在醫院追殺南西和強納森時，威爾感覺到其存在而帶眾人跑上樓，11號施力將怪物扔出窗外摔至一樓，而怪物變回肉狀用下水道逃回煉鐵廠，回到怪物主體身上。在地下實驗室的達斯汀一行人不慎被發現，而史蒂夫和蘿蘋被對方俘虜，分別遭受管理實驗室的蘇聯將領嚴刑拷打，達斯汀和埃莉卡則躲起來想辦法救他們。為了查清他們是誰派來刺探，將領向史蒂夫和蘿蘋身上打入吐真劑，兩人在神志不清的情況下袒露對彼此有好感。達斯汀靈機一動打碎一瓶裝滿腐蝕性液體的罐子引走看守，才救出史蒂夫和蘿蘋。哈普和喬絲說服阿列克謝合作，靠莫瑞的翻譯得知他們在購物中心地下所進行的實驗，包括技術構造以及唯一能停止的雙保險，哈普於是秘密聯繫在美國軍方的“熟人”幫忙帶軍隊過來。為了找出奪心魔，11號冒險深入比利的回憶，親眼見到年幼的他被母親拋棄、長期遭受生父虐待的悲慘童年，雖然得知奪心魔身在煉鋼廠，但比利也發現她的位置。這時，所有被奪心魔佔據身心的鎮民，集體受驅使來到煉鋼廠與怪物“合眾為一”。 |             |                         |                 |               |              |
| 24 | 7           | 第7章：咬               | 杜夫兄弟        | 杜夫兄弟      | 2019年7月4日 |
| 奪心魔全速跑到眾人身在的森林小屋展開全面攻擊，11號雖然盡全力抵擋，但左腿卻被牠的一條觸手咬傷。一行人逃離小屋後來到最近的商店幫11號包扎傷勢，同時獲取大量煙火等爆炸品。達斯汀和埃莉卡帶著史蒂夫和蘿蘋逃出實驗室，用電梯原路返回至購物中心外，但被蘇聯守衛發現而逃亡至內部電影院暫時躲起來。達斯汀試圖用對講機聯繫上麥克一行人卻耗盡電量，11號用能力找出達斯汀身在購物中心電影院後，眾人馬上動身去救他。在電影院，史蒂夫和蘿蘋開始眩暈，到廁所將身體被打入的藥全部吐掉而恢復正常，史蒂夫剛想對蘿蘋表白，但蘿蘋袒露自己喜歡的是女孩。哈普和喬絲帶著莫瑞和阿列克謝往回趕，來到小鎮慶祝美國獨立日的遊樂園尋找孩子們，但由於克萊恩通報格里戈里，導致他前來用消音手槍殺害在會場上落單的阿列克謝，哈普跑到一間千鏡屋擺脫格里戈里與他身邊的幾位蘇聯刺客，陪喬絲和莫瑞逃出去，用偷到的對講機得知孩子們身在購物中心。這時，達斯汀四人等到電影院散場，卻發現守衛在門口搜查，於是只能逃回美食廣場中躲起來。就在守衛即將找出他們時，麥克一行人及時趕到，11號用超能力拋出展示用的跑車砸死所有守衛。但11號左腿的傷被奪心魔植入一小部分肉體，使她很快不支倒地；同時讓比利一步一步追蹤到他們的位置。                 |             |                         |                 |               |              |
| 25 | 8           | 第8章：星城之役         | 杜夫兄弟        | 杜夫兄弟      | 2019年7月4日 |
| 11號忍著傷痛將奪心魔的肉體從腿中取出，哈普一行人也很快趕到，他決定陪喬絲和莫瑞深入實驗室關閉大門。達斯汀用自己的手工天線擴充信號來指引哈普前進，情急之下成功聯絡上女友蘇西，跟她一起解答出作為保險箱密碼的普朗克常數而得到鑰匙。奪心魔闖入購物中心，11號也因傷重而無法使出念力。六親不認的比利將11號帶去給奪心魔，南西等人在樓上發射煙火干擾牠，11號及時對比利說出他跟母親的美好童年，使比利被喚回良知，最後犧牲自己來救下11號。在地下實驗室，哈普和格里戈里正面交鋒，最後將他推進機器中被絞碎，但同時導致機器失控而封死出路。時間緊迫下，哈普點頭讓控制室裡的喬絲停止機器，站在實驗室裡的人瞬間被電磁脈衝粉碎，哈普同樣消失無蹤。關門使奪心魔受隔絕，所操縱的巨大怪物死去，歐文斯率領的美軍掃清已撤空的實驗室。軍方將購物中心事件掩蓋成普通火災，克萊恩鎮長被逮捕，但近年來一系列醜聞和陰謀論開始讓整座小鎮人心惶惶。三個月後，拜爾斯一家正式搬離小鎮，喬絲收留還未恢復念力的11號，夥伴們彼此告完別、答應將來會重聚後各奔東西。11號閱讀哈普起初跟她談心的講稿，理解哈普的用心和苦衷。而位於堪察加半島的一座蘇聯集中營，當地獄警將一名囚犯餵食給一隻成年的魔神，而挑囚犯時跳過一名「美國人」囚犯。 |             |                         |                 |               |              |

## 製作

### 開發
李維在2016年11月表示，他和杜夫兄弟已經開始計劃可能的第三季，他說：「我們不會措手不及，我們也不必在撰寫前一天那樣想辦法編造出些東西來，所以很明顯的，我們相當樂觀，而且我們早就開始思考了」。根據麥特的說法，杜夫兄弟估計會共同製作四到五季，但他們希望能「有一個非常確定的結局」，本劇仍然非常成功，但不要讓它完全不見底。2017年8月，杜夫兄弟確認會拍攝第三季，且可能還會接續一個季度，羅斯說：「我們認為它大概會有四個季度」。但後來執行製片人薛恩·李維表示，總共有四到五季都有可能，並表示「其實我們確定會有四季，而且第五季的可能性也是有的。至於其它的我就認為不大可能了」。麥特·杜夫後來評說官方並沒有做出決定，認為「這太難了，也不知道該如何是好。就像只有四季感覺很短，但五季又很長」。2017年12月，Netflix正式宣佈第三季已經點亮了綠燈，總共將播出8集。事後李維還證實第四季「是肯定有的」，而且有可能還會播出第五季。一年後官方公佈第三季所有分集的標題，同時確認本季的名稱為《怪奇物語3》（英語：Stranger Things 3），與第二季標題制定格式相同。

### 劇本創作
早在第二季首播前，第三季的劇本便已開始創作，大部分的劇本都是由創作者們在12至14小時反覆撰寫完成的。據報導所述，Netflix希望同時撰寫第三季和第四季的故事，以實現背靠背製作的進度，因為演員變老的速度比銀幕中的角色快上許多，但杜夫兄弟和製片人薛恩·李維選擇專注在第三季中，確保它有更良好且充實的發展。
李維敘述說本季將不再大量聚焦在威爾身上，並表示「我們不會在第三季持續把威爾推入地獄。他要處理一些事情，但他不會跌落谷底⋯⋯我們『即將』面對全新的邪惡勢力」。大衛‧哈伯曾透露第三季有大量要素源自電影《古靈偵探》。李維和娜塔莉亞·戴爾都讚同本季將加入更多的成人面向，戴爾稱本季的故事「⋯⋯更宏大，更黑暗，也更加恐怖」。
本季早期的宣傳文件中包含一個情景，即奪心魔於7月4日在霍金斯遊行中橫衝直撞，但隨著劇本的撰寫，最終放棄了這個概念。

### 選角
瑞德、哈伯、沃夫哈德、布朗、馬塔拉佐、麥羅林、施納普、辛克、戴爾、希頓、布歐諾、奇瑞和蒙哥馬利在本季中回歸演出。2018年3月，官方宣佈普莉亞·弗格森飾演的角色已被提升為主要角色，而瑪雅·霍克被指定飾演蘿蘋，一個被描述為「另類女孩」的全新主角。後來霍克飾演的角色被進一步確認在星城購物中心一間冰淇淋店工作，與史帝夫是同事。同年4月，官方宣佈凱瑞·艾文斯和傑克·布希分別飾演市長賴瑞·克萊恩和布魯斯·洛，克萊恩的形象為一位「80年代的典型政治家——只在乎自己的形象，而不是他管轄的小鎮的居民」，而布魯斯·洛是一位在霍金斯郵報工作的狡猾記者。法蘭契絲卡·瑞勒被指定飾演社區泳池裡受歡迎的救生員海瑟。截至2018年9月，本季仍未完成選角，此時已經拍攝約五個月，距離殺青剩不到兩個月。本劇的角色執導卡門·古巴將比平常緩慢的選角過程歸咎於劇情的高度保密性，以及某些角色的轉變和其重要性。
據報導指出，第三季的某些演員將得以加薪。瑞德和哈伯分別由每集的15萬美元和8萬美元增至35萬美元。沃夫哈德、馬塔拉佐、麥羅林和施納普的片酬增至超過20萬美元，甚至可能高達25萬美元，與他們當時受訪第一季時的2萬美元（後來增加6萬美元）相比有了顯著的增加。戴爾、希頓和奇瑞演出每集賺取約15萬美元。布朗的薪水調漲相關內容並沒有公佈，但估計比她年輕的同行要高許多。一些資訊表明，她至少賺取25萬美元，每集可能還能獲得30萬至35萬美元。

### 拍攝

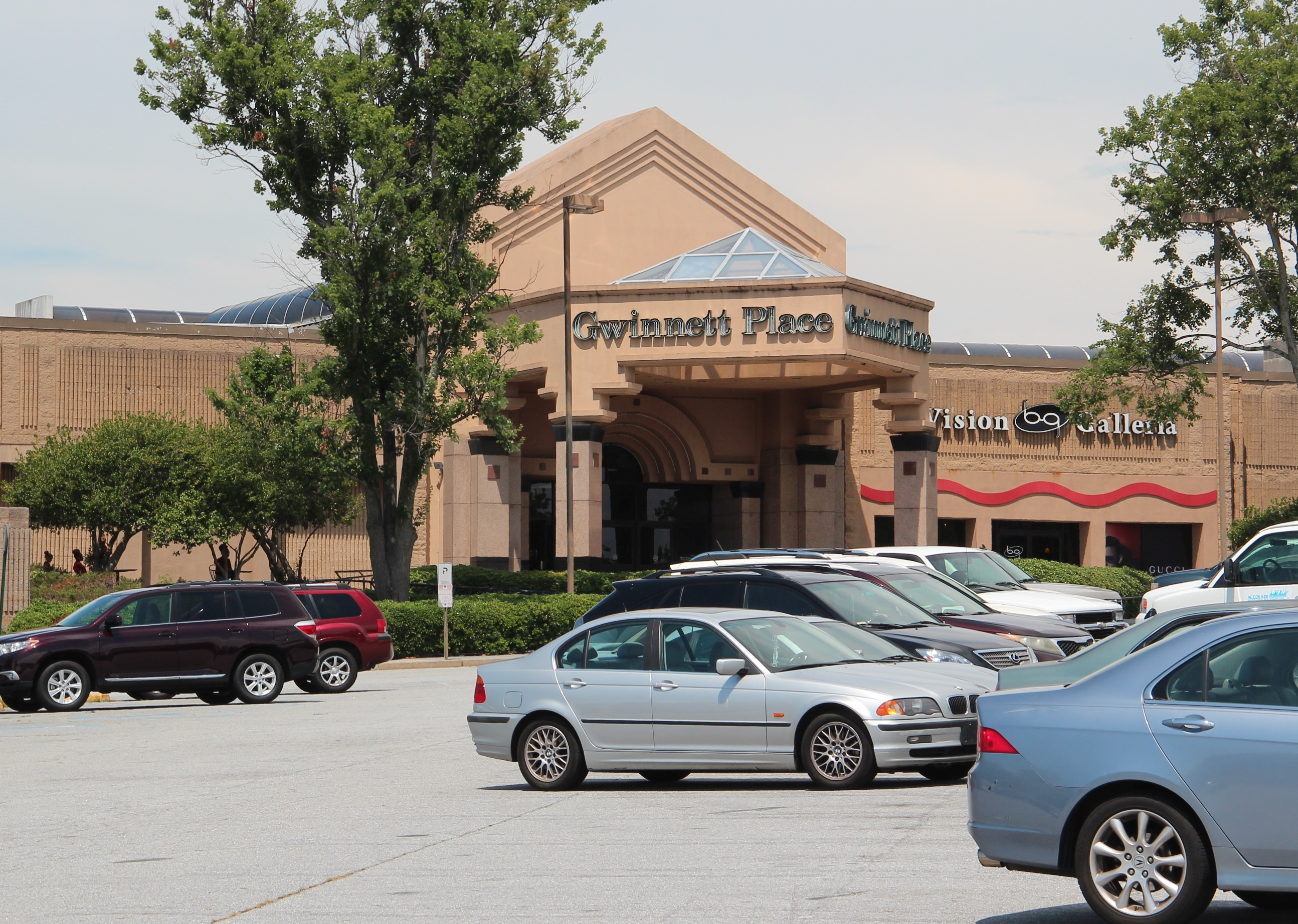
格威內特廣場購物中心在第三季拍攝期間，製作團隊於此地為「星城購物中心」取景。

第三季於2018年4月23日正式開機。喬治亞州傑克森仍然是霍金斯市的主要取景地。亞特蘭大的南本游泳池作為霍金斯社區的游泳池。本季的主要場景星城購物中心的場景取自鄰近喬治亞州杜魯斯重新裝修的格威內特廣場購物中心 。製作團隊在喬治亞州附近尋找到一座死寂商場，不是倒閉就是明顯的人去樓空，他們計劃在此地拍攝，並發現格威內特各方面幾乎都是完美的，由於其建於1984年，因此符合當代的商場擁有的要素。他們將空置一段時間的商場的部分區域重新裝修店面和美食廣場，重塑1980年代的品牌，並留意可能在1985年以前就在印第安納州擁有市場的品牌。在虛構商店之外，他們不得不為一家真實存在的連鎖照相館「魅力照相館」（Glamour Shots）破例，但其直至1985年後才進入商場，由於11號和麥克絲合照的場景是必要的劇情，因此設計團隊創造一個類似的照相館，但取了全新的虛構名稱。他們不僅重建每間店面的外觀，也利用特製的網格帆布完全阻擋陽光滲透美食廣場的中廊，以便在白天拍攝夜景。
除了上述場景外，也在預備的建築包含的霍金斯市政廳和克萊恩市長家中拍攝。且使用總共七間錄音棚，平均每階段分為三組。為了創造出「黑暗虛空」，即是11號透過心靈感應進入的精神位面，團隊在一間「漆滿黑色『並充滿』大約一英寸的水，並被約30英尺長的毛織布以270度圍繞著」。第三季對虛空的視覺設計進行輕微調整，在較新、較小的空間中拍攝需要一台50英尺（15）的技術吊車和兩名吊車操作員。一個空曠的場地被用作錄製霍金斯遊樂園的場景，工作人員會在先前預定的中世紀博覽會開幕的前三週抵達。與當代相符的錄音棚嘉年華遊樂設施從各國運進佈景，工作人員將1980年代使用的燈泡改裝為現代遊樂設施照明。
2018年9月27日，有人恰好拍到布朗在加利福尼亞州馬里布的海灘有替身演員和一個穿著棒球服的小孩一同拍攝幾幕情感鏡頭。第三季於2018年11月12日殺青。關於上一季和本季間長時間的中斷，Netflix節目製作主管辛蒂·霍蘭德指出：「杜夫兄弟和薛恩·李維都明白這個風險很高。他們希望提供比去年更大和更棒的東西。我認為值得等待這一個美妙的季度」。

### 視覺效果
在製作第一季時，杜夫兄弟打算採取實用的方法來拍攝一些特效。然而因片場實效部署的問題，加上對實拍的效果不滿，杜夫兄弟在第二季中更熱衷使用電腦產生的特效，甚至在本季也是如此。在前期製作的期間，杜夫兄弟與高級視覺特效總監保羅·葛拉夫、美術執導克里斯·特魯希略與高級概念插畫師麥可·馬赫規劃本季的數位視覺特效。最重要的討論主題之一是「影子怪物/奪心魔」的「具體」形象的設計，杜夫兄弟希望了解約翰·卡本特執導的1982年科幻恐怖電影《突變第三型》中的「事物」。為了模仿外型的隨意變化，小組決定讓此種生物應具有「一定的真實重量，因此對『動畫』具有不同的新感覺，包括反射強度和濕潤度」，這種美學也轉變為怪物「湯姆/布魯斯」在醫院中攻擊南西。
製作團隊發現對演員而言，與現場的某些實物和龐大的虛擬數位實體間的互動是很重要的，因此任何形式的昂貴現場擴增影像預視都沒有列入預算中。葛拉夫指出像上一季那樣創作生物，用3D列印實體的「影子怪物/奪心魔」粗糙的複製品很不切實際且成本太高，尤其是考慮到此怪物本質上是「與霸王龍差不多大的東西侵入購物中心」。一個一百磅重的「齊柏林飛艇外型的生物」最初是為演員建造的，為了與他們互動，但最終因為也被認為不切實際而被廢棄。最終葛拉夫訂購了「他能想到最巨大的物體」：一顆充氣沙灘球，並將一根長達20英尺的吊桿的末端黏在球上，如此一來便可「操縱『頭部』，足以為演員提供視野，同時也為攝影師提供構圖和捕捉生物的動作的機會」。葛拉夫在拍攝過程中採用一種更加獨特的方式來將怪物「湯姆/布魯斯」具象化，因為它所展示的場景在極不穩定和復雜的照明情況下，為後期製作帶來許多隱藏的難度：
我想到一個辦法，讓一個特技演員戴著這個巨大的銀色球體頭盔，同時站在一個6或7英尺高的怪物的化身中。這頭盔讓我們看到每一幀燈亮度的變化。我告訴特技協調員助理肯·巴瑞菲德說我需要他真的成為那隻怪物，傳播所有的邪惡能量。「我需要你咆哮，你不能讓你自己被身上穿的那件可笑的紅色氨綸裝和一個巨大的銀色球體頭盔給嚇到」。他告訴我：「別擔心，保羅，我有這個，我會成功的」。而他真的做到了。燈光忽閃忽滅，當它們重新亮起，這傢伙就拼命尖叫，像一頭公牛一樣沖向走廊。這看起來完全荒謬，但同時，也真的酷斃了，對我來說，這是一年當中最美妙的時刻之一。

### 音樂
第三季的原聲帶專輯的標題取作《怪奇物語3》（英語：Stranger Things 3），於2019年6月28日透過湖岸娛樂與侵入錄音（英語：Invada Records）以數位形式發行。與前兩季相同，原聲帶由電子樂隊生存樂隊的凱爾·迪森和麥可·史坦創作。專輯也以CD、黑膠唱片和卡式錄音帶等實體商品形式發行。
除了迪森和史坦創作的原聲帶之外，本季還收錄數首選自1980年代及年代更為久遠的歌曲。遺贈唱片於2019年7月5日發行這些歌曲的16首曲目的合輯。
在第6章：合眾為一的結尾中，特別是關於11號使用心靈感應時碰見被奪心魔附身的比利的段落，亦有配樂截選自菲利普·葛拉斯的歌劇《薩蒂亞格拉哈》第二幕對抗與救援。
值得注意的是，本季也使用了單曲說不完的故事，為1984年電影《大魔域》的主題曲，在本季的完結集中，蘇西拒絕告訴達斯汀密碼，直到他保證為她唱歌。杜夫兄弟曾想要用某種戲劇性的方式將蘇西引入本劇中，同時讓曾在百老匯演唱過的馬塔拉佐有機會展現自己的歌聲。最初他們打算使用《魔戒》中的歌曲，但意識到亞馬遜製作公司正在開發屬於自己的《魔戒》系列，因而決定轉變方向。杜夫兄弟的信用編劇柯提斯·格溫決定採用說不完的故事代替。馬塔拉佐和飾演蘇西的女演員蓋布莉亞·皮佐洛同時也是百老匯的資深歌手，當他們一起演唱時，會在彼此接近的場面中，並在沒有背景音樂的情況下協調此曲。由於他們的角色位在兩個不同的地方，角色的聲音並不會精準地同步，因此歌曲的背景音軌透過自動調諧用作結合他們的歌聲與各自設置就緒的音調音軌。根據演員和作曲家凱爾·迪森和麥可·史坦表示，這首歌在拍攝當天現場許多演員腦海中不斷重複此歌曲。在本集的後期，分別由迦勒·麥羅林和莎蒂·辛克飾演的路卡斯和麥克絲利用這首歌嘲笑達斯汀。麥羅林和辛克也曾在百老匯的歌劇方面有過類似經驗。出現在本劇中的說不完的故事在首播後的幾天內便在YouTube和Spotify和媒體傳輸應用上吸引增至800%的觀看人數，也讓此曲的演唱者利馬爾短暫再次備受關注。

## 電子遊戲
改編自本季的電子遊戲《怪奇物語3：遊戲》於2019年7月4日本季首播後的數小時發行。由BonusXP開發，並由Netflix發行，遊戲的設計具備復古風格外觀。評論家評論該遊戲完美地重現了本季中各個場景。

## 迴響

### 收視率

#### Netflix上的收視率
本季首播後的四天內，Netflix報告顯示有超過4070萬個帳戶至少觀看了第三季其中一集的70%，亦在任何Netflix節目創下全新的收視紀錄，而此期間有1820萬個帳戶完整觀看整季。Netflix於2019年10月的報導稱，第三季播出的前四週內有超過6400萬戶家庭收看本劇。

#### 尼爾森收視率
尼爾森收視率記錄在美國境內透過電視觀看本劇的觀眾的收視數據，這些數據不包括行動設備、平板和電腦，亦不包括美國以外的觀眾。
| 集數 | 標題                    | 上線日期     | 當日收視人數    | 當日收視人數                | 三日收視人數    | 三日收視人數                | 參考資料 |
| 集數 | 標題                    | 上線日期     | 2歲以上觀眾評分 | 2歲以上收視人數 （AMA百萬） | 2歲以上觀眾評分 | 2歲以上收視人數 （AMA百萬） | 參考資料 |
| ---- | ----------------------- | ------------ | --------------- | --------------------------- | --------------- | --------------------------- | -------- |
| 1    | 第1章：呼叫蘇西         | 2019年7月4日 | 2.9             | 8.86                        | 6.3             | 19.16                       | [ 64 ]   |
| 2    | 第2章：鼠狂             | 2019年7月4日 | 2.2             | 6.75                        | 5.8             | 17.61                       | [ 64 ]   |
| 3    | 第3章：失蹤的救生員一案 | 2019年7月4日 | 1.6             | 5.03                        | 5.2             | 15.92                       | [ 64 ]   |
| 4    | 第4章：桑拿測試         | 2019年7月4日 | 1.2             | 3.63                        | 4.6             | 13.93                       | [ 64 ]   |
| 5    | 第5章：奪心             | 2019年7月4日 | 0.9             | 2.72                        | 3.9             | 12.01                       | [ 64 ]   |
| 6    | 第6章：合眾為一         | 2019年7月4日 | 0.7             | 2.11                        | 3.5             | 10.77                       | [ 64 ]   |
| 7    | 第7章：咬               | 2019年7月4日 | 0.4             | 1.18                        | 2.4             | 7.35                        | [ 64 ]   |
| 8    | 第8章：星城之役         | 2019年7月4日 | 0.4             | 1.13                        | 2.9             | 8.70                        | [ 64 ]   |

1. 1 2  平均分鐘觀眾收視（英語：Average Minute Audience，可縮寫作AMA）是收看電視頻道的個人、家庭或群體的平均人數，會依照每分鐘計算其平均值。

### 評價
第三季在爛番茄根據132篇評論獲得了89%的新鮮度，平均評比為7.80/10。此網站關鍵的共識為：「充滿活力和迷人的《怪奇物語》變得更引人入勝。如果那些相似的⋯⋯在夏天中騎車，沉浸在霓虹燈般的懷舊中，同時也不忘讓本劇如此可愛的豐富關係」。艾蜜莉·布特在《新政治家》中寫道，她認為本季與第二季相比有所改進，指出本季在令人感到疑惑的第二季之後「恢復了實力」，且「第三季在很大的程度上讓本劇的排行重回第一」。BBC的休·蒙哥馬利給出5星的評價，描述本季為「一個令人振奮的作品創下新紀錄的例子，好萊塢要好好地向它學習」。在Metacritic上，25位評論家為第三季的加權平均分數給出72分（滿分為100），分數指標為「正面評論為主」。
而另一方面，《娛樂週刊》的達倫·芬尼奇評論第三季就像雷根時代流行文化的混合。艾德·波瓦在《每日電訊報》批評杜夫兄弟拒絕「改變七寶奇謀遇上史蒂芬·金的模式」，並反覆搬出「陳舊的複古背包，效果變得越來越平庸」，從而產出三部曲中最笨拙的一部。他的觀點得到《華盛頓郵報》的漢克·史圖艾弗的回應，他幾乎為「杜夫兄弟努力重新創造一種1980年代難以捉摸的氛圍」感到心碎，「混合各種要素」卻未能創造出充滿娛樂性的演出。丹尼爾·佩恩在《國家評論》中寫道，與前幾季相比，本季「草率敘述故事」和「玉米幽默」，表示第三季「是意想不到的瘋狂，前兩季緩慢、謹慎的步調讓創作劇情方面收穫頗豐」。

### 獎項
作為2019年度青少年選擇獎的一部分，本劇被夏季電視節目選擇獎提名。迦勒·麥羅林、芬恩·沃夫哈德、伽塔·馬塔拉佐和諾亞·施納普都因在本劇中演出而被夏季電視劇男演員選擇獎提名，而米莉·芭比·布朗同樣因有出演而被夏季電視劇女演員選擇獎提名。《怪奇物語》、施納普和布朗也獲得某些類型的獎項。

## 外部連結
- 在Netflix上觀看《怪奇物語》
- 《怪奇物語》各集列表 来自互联网电影数据库